# Chamyrisilla ampolleta
Chamyrisilla ampolleta är en fjärilsart som beskrevs av Max Wilhelm Karl Draudt 1950. Chamyrisilla ampolleta ingår i släktet Chamyrisilla och familjen nattflyn. Inga underarter finns listade i Catalogue of Life.